# Опітара
Опітара (груз. ოფიტარა) — село в Грузії.
За даними перепису населення 2014 року в селі проживає 27 осіб.